# Je suis un vagabond
Pour plus de détails, voir Fiche technique et Distribution.
Je suis un vagabond (Hallelujah, I'm a Bum) est un film américain réalisé par Lewis Milestone, sorti en 1933. C'est un des rares films réalisés pendant la Grande Dépression et dont le sujet était la crise économique elle-même, et il a été un échec commercial lors de sa sortie.

## Synopsis
Deux amis passent leurs vacances en Floride, et rencontrent un autre vacancier, John Hastings, qui se révèle être le maire de New York....

## Fiche technique
- Titre : Je suis un vagabond
- Titre original : Hallelujah, I'm a Bum
- Réalisation : Lewis Milestone
- Scénario : S. N. Behrman, d'après une histoire de Ben Hecht
- Photographie : Lucien Andriot
- Montage : W. Duncan Mansfield
- Musique : Richard Rodgers
- Genre : comédie dramatique[2], comédie musicale
- Distributeur : United Artists
- Pays d'origine :  États-Unis
- Langue : anglais
- Format : noir et blanc
- Durée : 82 minutes
- Date de sortie : 
  - États-Unis : 3 février 1933

## Distribution
- Al Jolson : Bumper
- Madge Evans : June Marcher
- Frank Morgan : Mayor John Hastings
- Harry Langdon : Egghead
- Chester Conklin : Sunday
- Tyler Brooke : secrétaire de Mayor
- Tammany Young (en) : Orlando
- Bert Roach : John
- Edgar Connor : Acorn
- Dorothea Wolbert (en) : Apple Mary
- Louise Carver (en) : Ma Sunday
- Harold Goodwin

## Musique du film
La musique est composée par Richard Rodgers, et les paroles sont de Lorenz Hart. La bande son comporte le standard de Jazz You Are Too Beautifull, qui est utilisé à plusieurs reprises dans le film.
- I Gotta get back to New York
- My Pal Bumper
- Hallelujah, I'm a Bum
- Dear June
- Bumper found a Grand
- What do you want with Money ?
- You are too beautifull